# Żołd

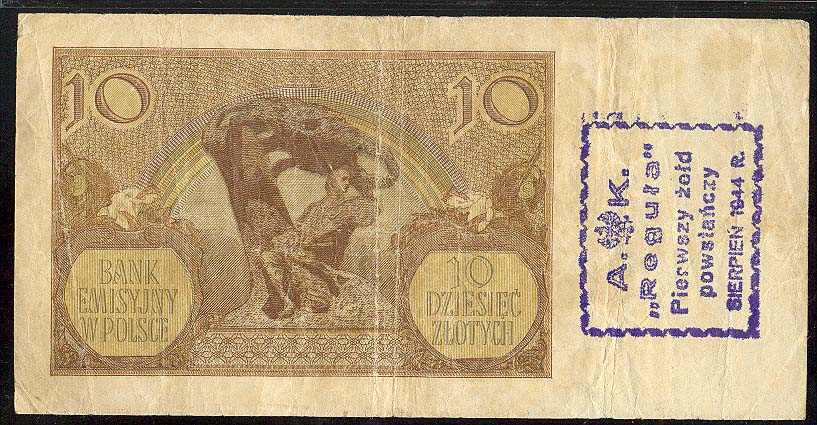
Pierwszy żołd powstania warszawskiego
(zobacz również:).

Żołd – wynagrodzenie, jakie dostaje żołnierz odbywający zasadniczą służbę wojskową, dawniej również członek wojska najemnego. Pierwszy żołd w Polsce ustanowił w 1388 roku w Piotrkowie Władysław II Jagiełło: wynosił 3 grzywny od kopii.
Zygmunt August i Stefan Batory utworzyli oddziały kozackie dla obrony granicy Polski w zamian za żołd i wolność osobistą. Była to jedna z przyczyn powstania Chmielnickiego.
Żołd w legionach rzymskich nazywany był stipendium.